# Hillsboro (Texas)
Hillsboro é uma cidade localizada no estado norte-americano do Texas, no Condado de Hill.

## Demografia
Segundo o censo norte-americano de 2000, a sua população era de 8232 habitantes.
Em 2006, foi estimada uma população de 9064, um aumento de 832 (10.1%).

## Geografia
De acordo com o United States Census Bureau tem uma área de
23,7 km², dos quais 23,5 km² cobertos por terra e 0,2 km² cobertos por água.

## Localidades na vizinhança
O diagrama seguinte representa as localidades num raio de 20 km ao redor de Hillsboro.